# Neivamyrmex micans
Neivamyrmex micans är en myrart som beskrevs av Borgmeier 1953. Neivamyrmex micans ingår i släktet Neivamyrmex och familjen myror. Inga underarter finns listade i Catalogue of Life.